# Moores Mill (Alabama)
Moores Mill es un lugar designado por el censo ubicado en el condado de Madison en el estado estadounidense de Alabama. En el año 2020 tenía una población de 6729 habitantes y una densidad poblacional de 187,4 personas por km².

## Demografía
En el 2000 la renta per cápita promedia del hogar era de $50,292, y el ingreso promedio para una familia era de $53,750. El ingreso per cápita para la localidad era de $20,158. Los hombres tenían un ingreso per cápita de $32,303 contra $25,449 para las mujeres.

## Geografía
Moores Mill se encuentra ubicado en las coordenadas 34°49′50″N 86°31′13″O / 34.83056, -86.52028. Según la Oficina del Censo, la localidad tiene un área total de 35,9 km² (13,9 mi²), de la cual 35,9 km² (13,9 mi²) es tierra y 0 km² (0 mi²) (0.0%) es agua.